# Inden VS
| VS ist das Kürzel für den Kanton Wallis in der Schweiz. Es wird verwendet, um Verwechslungen mit anderen Einträgen des Namens Inden zu vermeiden. |

Inden ist eine Munizipalgemeinde und eine Burgergemeinde mit einem Burgerrat im Bezirk Leuk sowie eine Pfarrgemeinde des Dekanats Leuk im deutschsprachigen Teil des Schweizer Kantons Wallis. Inden liegt im Dalatal auf einem Hochplateau unterhalb des Kurorts Leukerbad. Zur Gemeinde gehört auch der Weiler Rumeling unterhalb des Dorfes Inden.
Früher wurde das Dorf durch die Leuk-Leukerbad-Bahn erschlossen.

## Bevölkerung
| Bevölkerungsentwicklung | Bevölkerungsentwicklung | Bevölkerungsentwicklung | Bevölkerungsentwicklung | Bevölkerungsentwicklung | Bevölkerungsentwicklung | Bevölkerungsentwicklung | Bevölkerungsentwicklung | Bevölkerungsentwicklung | Bevölkerungsentwicklung | Bevölkerungsentwicklung | Bevölkerungsentwicklung | Bevölkerungsentwicklung |
| ----------------------- | ----------------------- | ----------------------- | ----------------------- | ----------------------- | ----------------------- | ----------------------- | ----------------------- | ----------------------- | ----------------------- | ----------------------- | ----------------------- | ----------------------- |
| Jahr                    | 1850                    | 1900                    | 1950                    | 1970                    | 2000                    | 2010                    | 2011                    | 2012                    | 2013                    | 2014                    | 2015                    | 2016                    |
| Einwohner               | 77                      | 93                      | 82                      | 48                      | 89                      | 111                     | 111                     | 124                     | 126                     | 122                     | 120                     | 110                     |

## Gemeindepräsidenten
| Amtszeit  | Name              | Partei |
| --------- | ----------------- | ------ |
| 1965–1980 | Josef Plaschy     | –      |
| 1981–2008 | Bernhard Schnyder | –      |
| 2009–     | Marianne Müller   | –      |

## Sehenswürdigkeiten

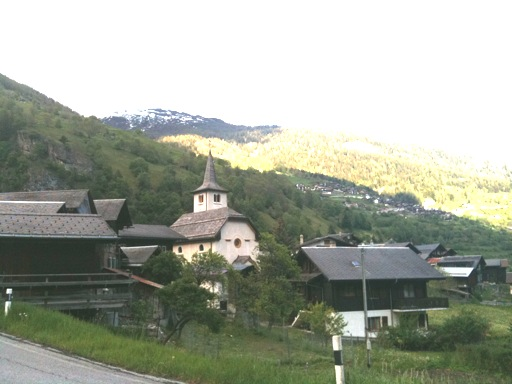
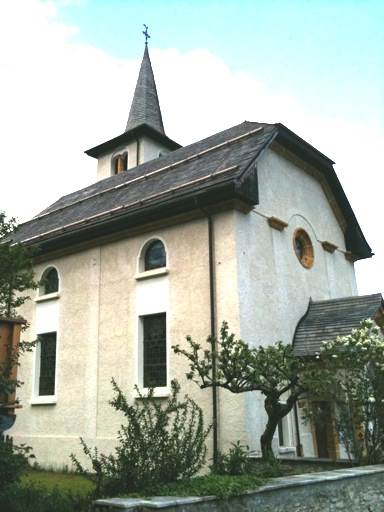
Pfarrkirche
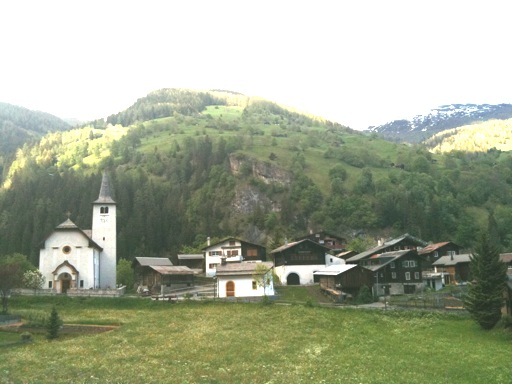
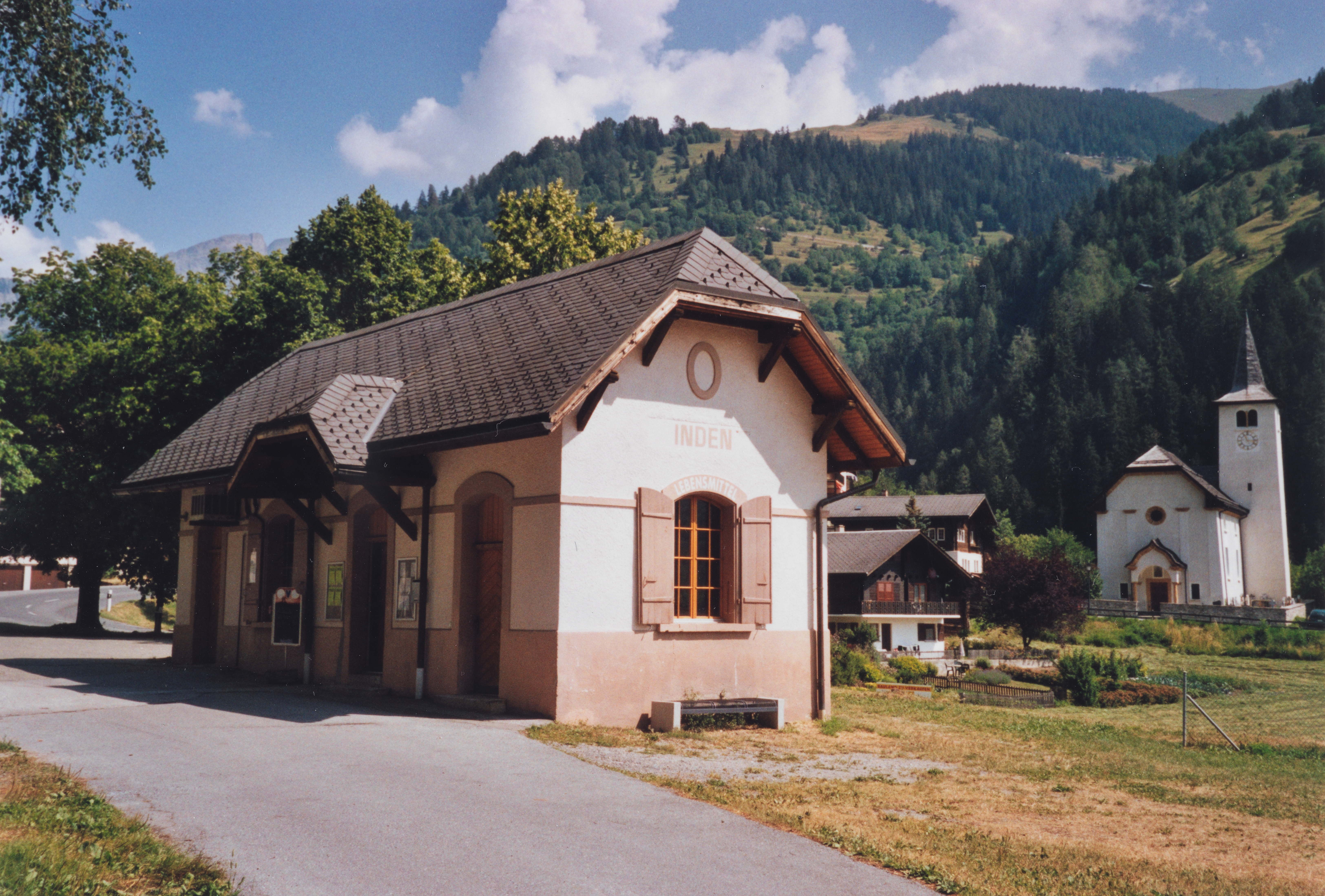
Ehemaliges Stationsgebäude und Pfarrkirche (2006)